# Пушкинское сельское поселение (Смоленская область)
Пу́шкинское се́льское поселе́ние — муниципальное образование в составе Сафоновского района Смоленской области России.
Административный центр — деревня Пушкино.

## История
Образовано Законом Смоленской области от 28 декабря 2004 года.
Главой поселения и Главой администрации является Шведова Елена Алексеевна.

## Население
| 1995 | 1996 | 1997 | 1998 | 1999 | 2000 | 2001 |
| ---- | ---- | ---- | ---- | ---- | ---- | ---- |
| 771  | ↘763 | ↘755 | ↘699 | ↘674 | ↘635 | ↘608 |
| 2002 | 2003 | 2004 | 2005 | 2006 | 2007 | 2011 |
| ↘601 | ↘581 | ↗664 | ↘660 | ↗665 | ↘646 | ↘644 |
| 2012 | 2013 | 2014 | 2015 | 2016 | 2017 | 2018 |
| ↘625 | ↗627 | ↗630 | ↗653 | ↗707 | ↗714 | ↘700 |
| 2019 | 2020 | 2021 |      |      |      |      |
| ↘682 | ↘658 | ↘652 |      |      |      |      |

## Географические данные
- Общая площадь: 113,84 км²
- Расположение: юго-западная часть Сафоновского района
- Граничит:
  - на севере — с Вышегорским сельским поселением
  - на северо-востоке — с Сафоновским городским поселением
  - на юго-востоке — с Барановским сельским поселением
  - на юге — с Дорогобужским районом
  - на западе — с Ярцевским районом
- По территории поселения проходит автомобильная дорога Сафоново — Пушкино.
- По территории поселения проходит железная дорога Москва — Минск, имеются остановочные пункты: Вышегор, Максимово.
- Крупные реки: Днепр, Перемча.

## Экономика
3 сельхозпредприятия, школа, больница.

## Населённые пункты
В состав поселения входят следующие населённые пункты:
| №  | Населённый пункт | Тип          | Население |
| -- | ---------------- | ------------ | --------- |
| 1  | Батурино         | деревня      | 25        |
| 2  | Быково           | деревня      | 9         |
| 3  | Войновщина       | деревня      | 0         |
| 4  | Гридино          | деревня      | 6         |
| 5  | Гущино           | деревня      | 6         |
| 6  | Дашуты           | деревня      | 1         |
| 7  | Демьянково       | деревня      | 4         |
| 8  | Лучки            | деревня      | 2         |
| 9  | Максимово        | деревня      | 58        |
| 10 | Максимово        | ж.д. станция | 4         |
| 11 | Марьино          | деревня      | 9         |
| 12 | Петрово          | деревня      | 56        |
| 13 | Плоское          | деревня      | 12        |
| 14 | Пушкино          | деревня      | 447       |
| 15 | Сутки            | деревня      | 5         |
| 16 | Терентеево       | деревня      | 38        |
| 17 | Филиппово        | деревня      | 9         |
| 18 | Холм             | деревня      | 12        |
| 19 | Якубово          | деревня      | 1         |